# Mirielle Lachance
Mirielle Lachance est une actrice québécoise née à Montréal. Elle est parfois créditée sous le nom de Mireille Lachance.

## Biographie
À l'été 1955, Mirielle Lachance est engagée à la troupe de théâtre La Roulotte par Paul Buissonneau et malgré le fait qu'elle a déjà quelques années d’expérience en jeu, c’est ce nouveau travail aux côtés de Monsieur Buissonneau qui la fait remarquer d’un plus vaste public. Son premier rôle à La Roulotte est celui de la princesse dans Barbe-Bleue, personnage que Buissonneau, faute de comédienne le premier soir où Mirielle se joint au groupe, va même jusqu’à incarner pour bien lui montrer son jeu. C’est à La Roulotte également que Mirielle Lachance rencontre Yvon Deschamps qu’elle épouse en 1960 et duquel elle divorce sept ans plus tard. Avec lui et d’autres comédiens de La Roulotte, elle fait partie de la troupe de théâtre de Quat’sous. Aux côtés de Deschamps, elle fait aussi ses premières apparitions au grand écran, notamment dans Trouble-fête du réalisateur Pierre Patry en 1964. Elle joue par la suite dans d’autres films dont La Corde au cou (Pierre Patry, 1965), Il était une fois dans l'Est (André Brassard, 1974) et Le soleil se lève en retard (André Brassard, 1977). C’est en 1977 que Mirielle Lachance donne la parole pour la première fois à la marionnette de Pruneau dans la série culte pour enfants Passe-Partout. L’aventure dure jusqu’en 1992 (1998 incluant les nombreuses reprises de la série). Tout au long de cette période et jusqu’à ce jour, Lachance prête sa voix à de nombreux personnages, dont plusieurs pour enfants dans le cadre de doublages de dessins animés.
Au théâtre, on voit souvent Mirielle Lachance dans les pièces de Michel Tremblay, notamment en 1971 où elle incarne le personnage de Marie-Ange Brouillette dans la deuxième reprise de la populaire pièce Les Belles-Sœurs. Plus tôt, au début des années soixante, elle anime l'émission Cri-cri avec le pianiste André Gagnon.

## Filmographie

### Cinéma
- 1964 : Trouble-fête de Pierre Patry : rôle inconnu
- 1965 : La Corde au cou de Pierre Patry
- 1972 : Françoise Durocher, waitress d'André Brassard : l'une des Françoise Durocher
- 1974 : Il était une fois dans l'Est d'André Brassard : belle-sœur
- 1977 : Le soleil se lève en retard d'André Brassard : Louisette

### Télévision
- 1956 : Grandville, P.Q. (série télévisée) : rôle inconnu
- 1956 - 1972 : La Boîte à Surprise (série télévisée) : Isabelle du Théâtre de Picolo (quelques épisodes)
- 1959 - 1961 : En haut de la pente douce (série télévisée)
- 1959 - 1963 : Joie de vivre (série télévisée) : Marie-Claire
- 1961 - 1962 : Le Mors aux dents (série télévisée) : Louisette
- 1962 - 1966 : Les Pierrafeu (série télévisée) : voix de Boum-Boum Laroche et d'Arnold, le livreur de journaux
- 1968 : Madame et son fantôme : Jonathan Muir (voix)
- 1973 : Gaspard et les fantômes : Daniel Pinsonneault (voix)
- 1974 : Tofffsy et l'herbe musicale (série télévisée) : voix de Tofffsy
- 1977 - 1987 : Passe-Partout (série télévisée) : voix de Pruneau
- 1979 - 1982 : Les Brillant (série télévisée) : Lucrèce Brillant
- 1980 - 1981 : Place du fondateur (série télévisée) : Berthe Trottemenue
- 1983 - 1985 : Peanuts (Charlie Brown) (série télévisée) : voix de Lucy Van Pelt
- 1985 - 1988 : Les Calinours : Chançours (voix)
- 1992 : La Misère des riches (série télévisée) : Denise

## Théâtre

### Pour LaRoulotte
- 1955 : Barbe-Bleue
- 1955 : Le roi Dagobert
- 1955 : Arlequin, lingère du palais
- 1955 : La pêche à la baleine
- 1956 : Pinocchio
- 1956 : Cadet Rousselle
- 1956 : L’héritage infernal
- 1960 : Barbe-Bleue
- 1960 : Arlequin, chanteur de rue
- 1962 : Les dompteurs de lion
- 1962 : Comedia dell’arte
- 1962 : L’oie au plumage d’or

### Autres pièces
- 1971, 1973 et 1974 : Les Belles-Sœurs de Michel Tremblay
- 1976 : Les Héros de mon enfance de Gaétan Labrèche et Michel Tremblay
- 1983 : Le client (pièce radiophonique présentée à Radio-Canada)
- 1984 : Marie-Antoine, opus 1

## Disques pour enfants
- 1980 : Passe-Partout volume 1
- 1981 : Passe-Partout volume 2
- 1981 : Passe-Partout volume 3
- 1982 : Passe-Partout volume 4
- 1985 : Passe-Partout volume 5 (Allô les amis)
- 1986 : Passe-Partout volume 6 (Le Noël de Cannelle et Pruneau)
- 1987 : Passe-Partout volume 7 (Sur des roulettes)
- 1988 : Tintinna danse (Passe-Partout)
- 1991 : Concerto rigolo (Passe-Partout)
- 1995 : Passe-Partout : 20 ans ça se fête (Album compilation)